# Stig Claessons park

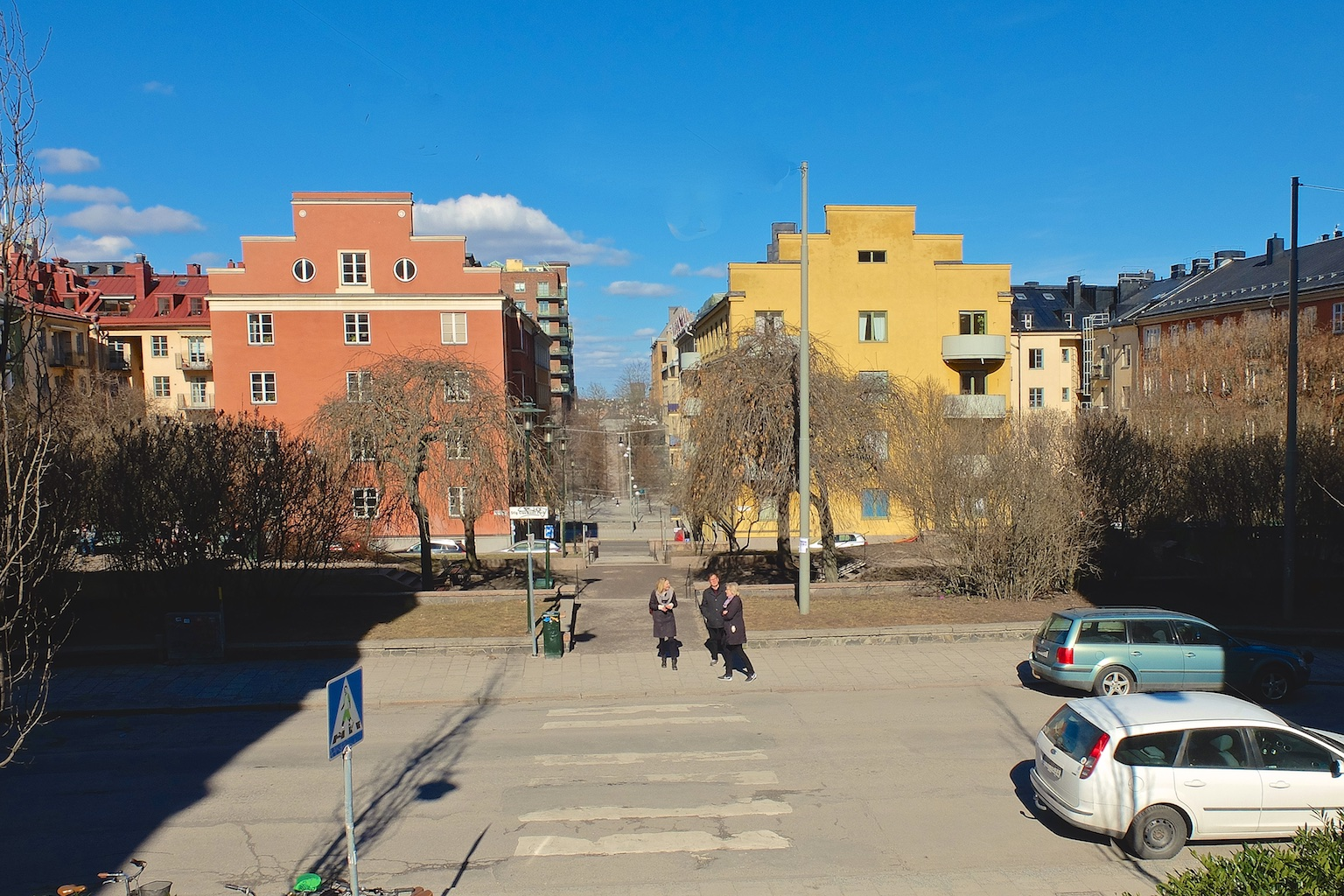
Belägen vid Klippgatan.

Stig Claessons park är en park på Södermalm i Stockholm, uppkallad efter författaren, illustratören och konstnären Stig "Slas" Claesson.
Parken är belägen utmed Åsögatan, genomkorsas av Klippgatan och omges av Beckbrännarbacken. Skyltarna för parken sattes upp i augusti 2008.
I tjugo år, från det han var 11 år gammal, bodde Stig Claesson på Klippgatan 20 alldeles i närheten.